# Парканці
Парка́нці (у минулому — Парканський, Парканськ, Іванівка) — село в Україні, у Роздільнянській міській громаді Роздільнянського району Одеської області. Населення становить 101 особу. Належить до Чобручанського старостинського округу.

## Історія
У 1856 році на Парканському хуторі поміщика Гаюса було 25 дворів.
На 1859 рік у власницькому хуторі Парканці 1-го стану (станова квартира — містечко Понятівка) Тираспольського повіту Херсонської губернії при балці Чабанці, було 42 двори, у яких мешкало 196 чоловіків і 202 жінки.
В 1887 році на хуторі Парканський Ново-Петрівської волості Тираспольського повіту Херсонської губернії мешкало 425 чоловіків та 309 жінок.
Станом на 20 серпня 1892 року при хуторі Парканськ (Іванівка) 1-го стану були землеволодіння (2551 десятина, 1876 сажнів) Гаюса Костянтина Івановича (спадковий дворянин).
У 1896 році в Парканському селищі Ново-Петровської волості Тираспольського повіту Херсонської губернії при балці Свиній, було 103 двори, у яких мешкало 306 людей (150 чоловік і 156 жінок). В населеному пункті була лавка та корчма.
На 1 січня 1906 року на хуторі Парканський (Парканці) Тираспольського повіту Херсонської губернії, який розташований на рівнині біля відвершку балки Чабанки, були десятинники при економії баронеси Е. Клодт фон-Юргенсбург; проживали німці й малороси; існували колодязі, став; 45 дворів, в яких мешкало 366 людей (188 чоловіків і 178 жінок).
В 1916 році на хуторі Парканці Новопетровської волості Тираспольського повіту Херсонської губернії, мешкало 114 людей (52 чоловіка і 62 жінки).
Станом на 28 серпня 1920 р. в селищі Парканці Понятівської волості Тираспольського повіту Одеської губернії, було 48 домогосподарств. Для 23 домогосподарів рідною мовою була російська, 14 — українська, 9 — німецька, 1 — болгарська, 1 — інша. В селищі 262 людини наявного населення (124 чоловіка і 138 жінок). Родина домогосподаря: 119 чоловіків та 136 жінок (родичів: 1 і 1; наймані робітники: 4 й 1 відповідно). Тимчасово відсутні — 9 чоловіків (солдати Червоної Армії).
Станом на 1 вересня 1946 року село було в складі Шевченківської сільської ради.
У результаті адміністративно-територіальної реформи село ввійшло до складу Роздільнянської міської територіальної громади та після місцевих виборів у жовтні 2020 року було підпорядковане Роздільнянській міській раді. До того село входило до складу ліквідованої Старостинської сільради.

## Населення
Згідно з переписом УРСР 1989 року чисельність наявного населення села становила 103 особи, з яких 48 чоловіків та 55 жінок.
За переписом населення України 2001 року в селі мешкали 104 особи.
2010 — 97 осіб;
2011 — 97 осіб.

### Мова
Розподіл населення за рідною мовою за даними перепису 2001 року:
| Мова       | Відсоток |
| ---------- | -------- |
| українська | 81,73 %  |
| молдовська | 11,54 %  |
| російська  | 6,73 %   |